# Orseta ornata
Orseta ornata är en stekelart som beskrevs av Lubomir Masner och Lars Huggert 1989. Orseta ornata ingår i släktet Orseta och familjen gallmyggesteklar. Inga underarter finns listade i Catalogue of Life.